# Solanum subg. Cyphomandra
Solanum subg. Cyphomandra es un subgénero del género Solanum. Incluye las siguientes seccionesː

## Secciones
- Solanum sect. Cyphomandropsis
- Solanum sect. Pachyphylla